# Athletic Arabs
Athletic Arabs var ett svenskt band som bildades år 1983 i Örebro av Tobias Kjellström (slagverk, sång) och Johan Strandahl (gitarr, sång, keyboards, saxofon, kornett). Samma år tillkom Lars Norberg (sång, gitarr, trumpet). År 1984 anslöt Jerker Odelholm (bas, keyboards, sång), medan Torbjörn Helander (trombon, blockflöjt, trumpet, kornett, keyboards, sång), rekryterades år 1987.
Under de inledande åren utvecklades en egensinnig och särpräglad stil, vilken utmärks av ett brett spektrum av influenser, från traditionell pop med inslag av hemmasnickrad jazz till mer maskinbaserad musik, R n’b och rock. Låtarna är ofta korta, effektiva och dansanta, medan texterna inte sällan lyfter dystopiska eller absurda perspektiv på existentiella och mellanmänskliga förhållanden.
År 1987 släpptes en singel, vilken följdes upp 1988 med debutalbumet Lions For Breakfast. Skivorna gavs ut av det örebrobaserade skivbolaget Entertainment. Låtmaterialet spelades in i etapper under ett par år i Studio Kuling i Örebro och producerades av Athletic Arabs. I samband med utgivningen framträdde bandet på Hultsfredsfestivalen 1988. År 1991 släpptes det andra och sista albumet betitlat Shock Resistant och utgivet av Mistlur Records. Inspelningarna gjordes i Decibel studio i Stockholm och producerades av Dag Lundquist och Athletic Arabs. År 1992 spelades ytterligare låtar in i egen regi, återigen i Studio Kuling. År 1992 producerades en video till en av låtarna. År 2023 gavs tidigare outgivet material ut i form av albumet Fly To The Moon.
Athletic Arabs arrangerade år 1993 en avskedskonsert i hemstaden Örebro, då i stort sett samtliga låtar ur bandets samlade repertoar framfördes. Evenemanget avslutades med en auktion där bandmedlemmarna sålde sina instrument tillsammans med diverse scenrekvisita i syfte att betala sina skulder. Athletic Arabs återförenades dock tillfälligt år 2012 i samband med att musikföreningen Rockmagasinet i Örebro återuppstod för en kväll.

## Medlemmar
- Torbjörn Helander - trombon, blockflöjt, trumpet, kornett, keyboards & sång
- Tobias Kjellström - slagverk & sång
- Lars Norberg - sång, gitarr & trumpet
- Jerker Odelholm - bas, keyboards & sång
- Johan Strandahl - gitarr, sång, keyboards, saxofon & kornett

## Diskografi

### Singel
- 1987 – Golden Age, Swing Boy (vinylsingel)

### Album
- 1988 – Lions For Breakfast (LP), ENT 803
- 1991 – Shock Resistant (LP, CD) MLR 80
- 2023 – Fly To The Moon (LP)